# Provinz Niederhessen
Die Provinz Niederhessen war ein Verwaltungsbezirk der mittleren Ebene des Kurfürstentums Hessen und bestand von 1821 bis zur Abschaffung infolge der Annexion Kurhessens durch Preußen 1868 mit Ausnahme der Jahre 1848–1852. 

## Geschichte

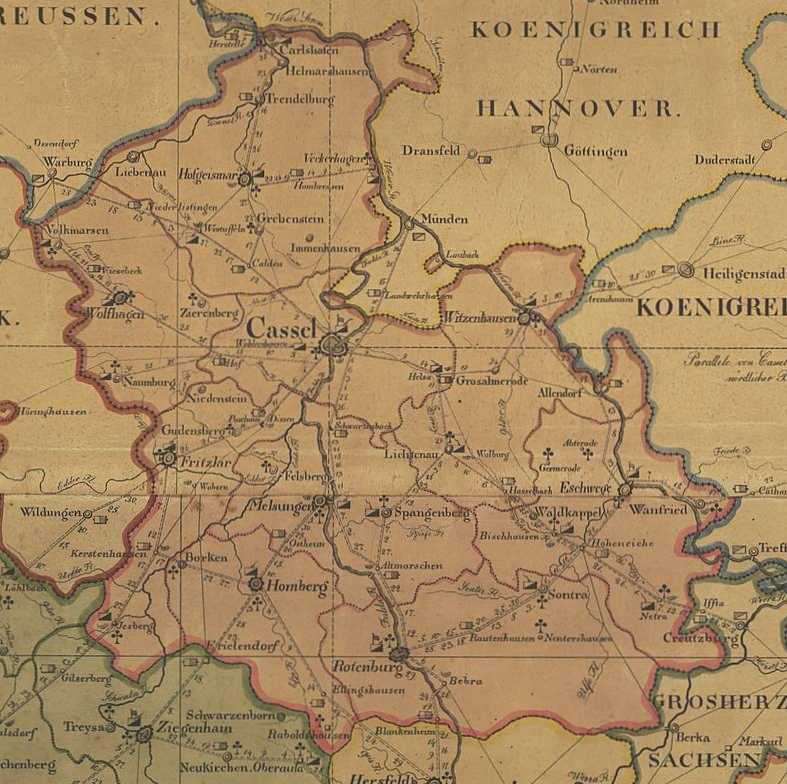
Karte der Provinz Niederhessen

Im Zuge der Verwaltungsreform des Kurfürstentums Hessen von 1821, nach dem Regierungsantritt von Kurfürst Wilhelm II., wurde die aus dem 18. Jahrhundert stammende Verwaltungsstruktur Kurhessens abgelöst und neu gegliedert. Das Land wurde in vier Provinzen und 22 Kreise eingeteilt. Eine dieser mit Verordnung vom 30. August 1821 entstanden Provinzen war die Provinz Niederhessen.
Am 31. Oktober 1848 wurden im Zuge der Märzrevolution die kurhessischen Provinzen und Kreise abgeschafft. An ihre Stelle traten neun Bezirke sowie 21 Verwaltungsämter. Die Provinz Niederhessen wurde durch die Bezirke Eschwege, Fritzlar, Hersfeld, Kassel und Rinteln ersetzt. Zum 15. September 1851 wurde dies im Rahmen der Reaktion des nun regierenden Kurfürsten Friedrich Wilhelm wieder rückgängig gemacht und die Verwaltungsgliederung von 1821 wiederhergestellt.
Im Deutschen Krieg 1866 wurde das Kurfürstentum Hessen durch Preußen besetzt und schließlich annektiert. Für die annektierten Gebiete bedeutete dies, dass sie 1868 eine Verwaltung nach preußischem Muster erhielten. Während Landkreise eine mit der preußischen Verwaltung kompatible Einheit darstellten und deshalb unverändert übernommen wurden, galt das für die kurhessischen Provinzen nicht. Diese wurden ersatzlos aufgehoben, und die Landkreise wurden unmittelbar dem Regierungsbezirk Kassel unterstellt.

## Gliederung
Provinzhauptstadt war Kassel. Die Provinz, die die Hälfte des Kurfürstentums ausmachte, war in 10 Kreise eingeteilt: 
- Kreis Eschwege
- Kreis Fritzlar
- Kreis Hofgeismar
- Kreis Homberg
- Kreis Kassel
- Kreis Melsungen
- Kreis Rotenburg
- Kreis Grafschaft Schaumburg
- Kreis Witzenhausen
- Kreis Wolfhagen

## Regierungspräsidenten
Die Verwaltungsspitze der Provinz Niederhessen war die Provinzregierung, an deren Spitze der Regierungspräsident stand. 
Regierungspräsidenten
- 1821–1834: Johann Hassenpflug
- 1834–1837: Emil Karl Philipp von Hanstein
- 1837–1847: Friedrich Karl August Scheffer
- 1848: Karl Ludwig Hast

Nach der Wiederherstellung der Provinz Niederhessen trug der Leiter der Verwaltung den Titel „Vorstand der erneuerten Regierung der Provinz Niederhessen“
- (1851)1852–1856: Heinrich Wachs
- 1856–1860: Otto Heinrich Julius Leopold Volmar
- 1860: Friedrich Fondy
- (1861)1863–1866: Karl von Benning

Daneben bestand die Regierungsdeputation Rinteln
- 1821–1831: Wilhelm Ludwig Schrader
- (1832–1837): Christian Gößmann
- 1837–1846: Unbesetzt
- 1846–1847: Franz Georg Pfeiffer
- 1848: Theodor von Heppe